# Breathing (Oscar and the Wolf)
Breathing is een nummer van de Belgische band Oscar and the Wolf uit 2017. Het is de tweede single van hun tweede studioalbum Infinity.
Oscar and the Wolf speelde het nummer voor het eerst op Pukkelpop 2016. Frontman Max Colombie beschrijft het nummer als "een viering van verdriet voor creatures of the night". Het nummer werd een grote hit in Vlaanderen, en haalde de 6e positie in de Vlaamse Ultratop 50. Tevens werd het nummer in 2017 gelauwerd door Elton John in zijn radioshow op Beats 1; hij noemde daar Oscar and the Wolf "The biggest in Belgium at the moment".

## Videoclip
In de bijbehorende videoclip is Colombie’s huid gemaakt van diamanten en vormen gebodypainte vrouwen in een vaag berglandschap de setting. Zowel op de Music Industry Awards als de Red Bull Elektropedia Awards werd het nummer genomineerd voor Beste Videoclip. Tijdens die laatste award show wist de band ook de award te verzilveren. 